# Philodromus longipalpis
Philodromus longipalpis är en spindelart som beskrevs av Simon 1870. Philodromus longipalpis ingår i släktet Philodromus och familjen snabblöparspindlar. Inga underarter finns listade i Catalogue of Life.